# Groupe Médine
Pour les articles homonymes, voir Médine (homonymie).
Le groupe Médine est une entreprise mauricienne active dans différents secteurs, parmi lesquels l'industrie sucrière et le tourisme.

## Histoire
Créé en 1911, le groupe Medine a réalisé un chiffre d'affaires de 30 millions d'euros en 2013.